# Meister der Ilsung-Madonna

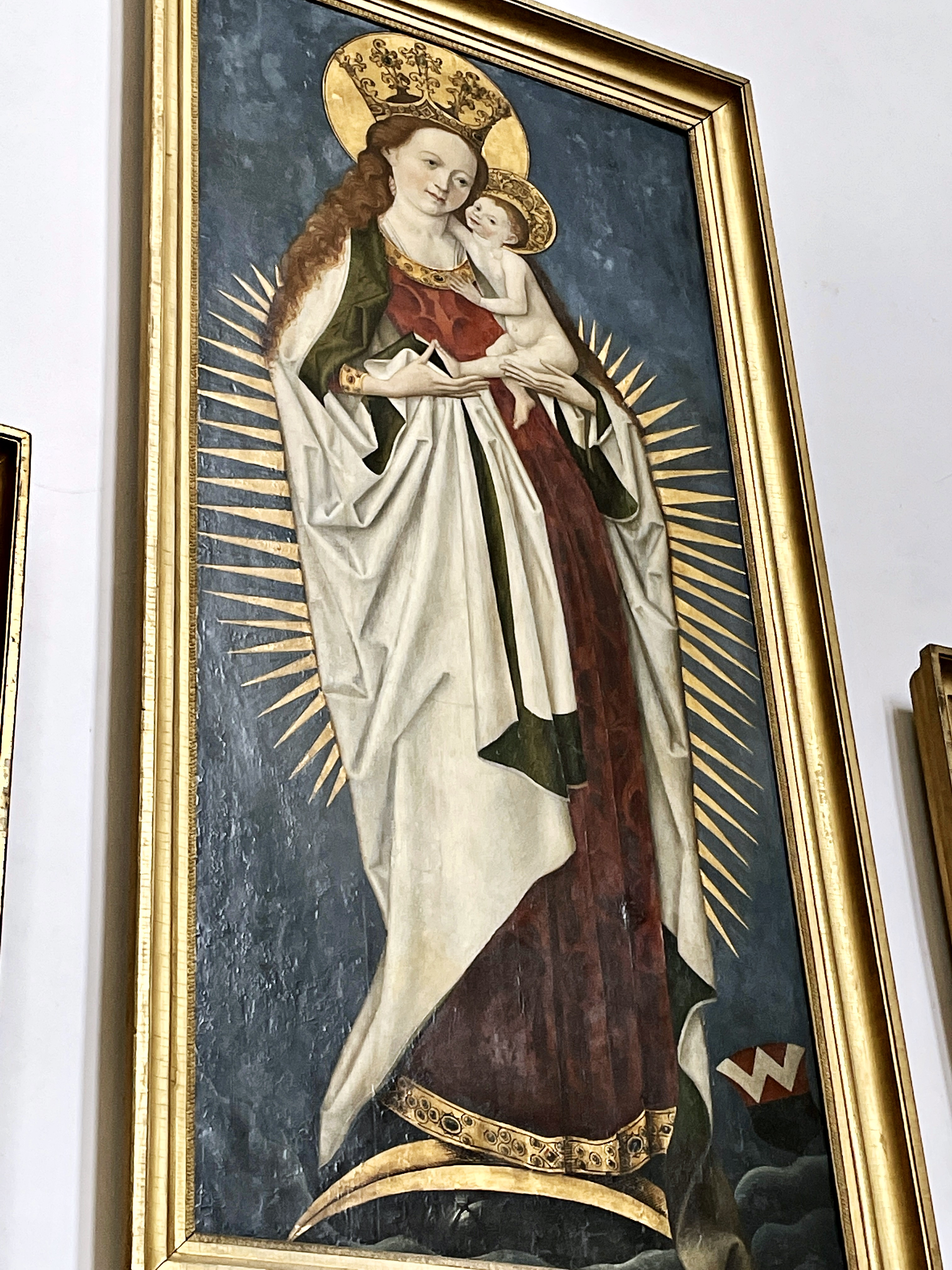
Ilsung Madonna, St. Ulrich u. Afra, Augsburg

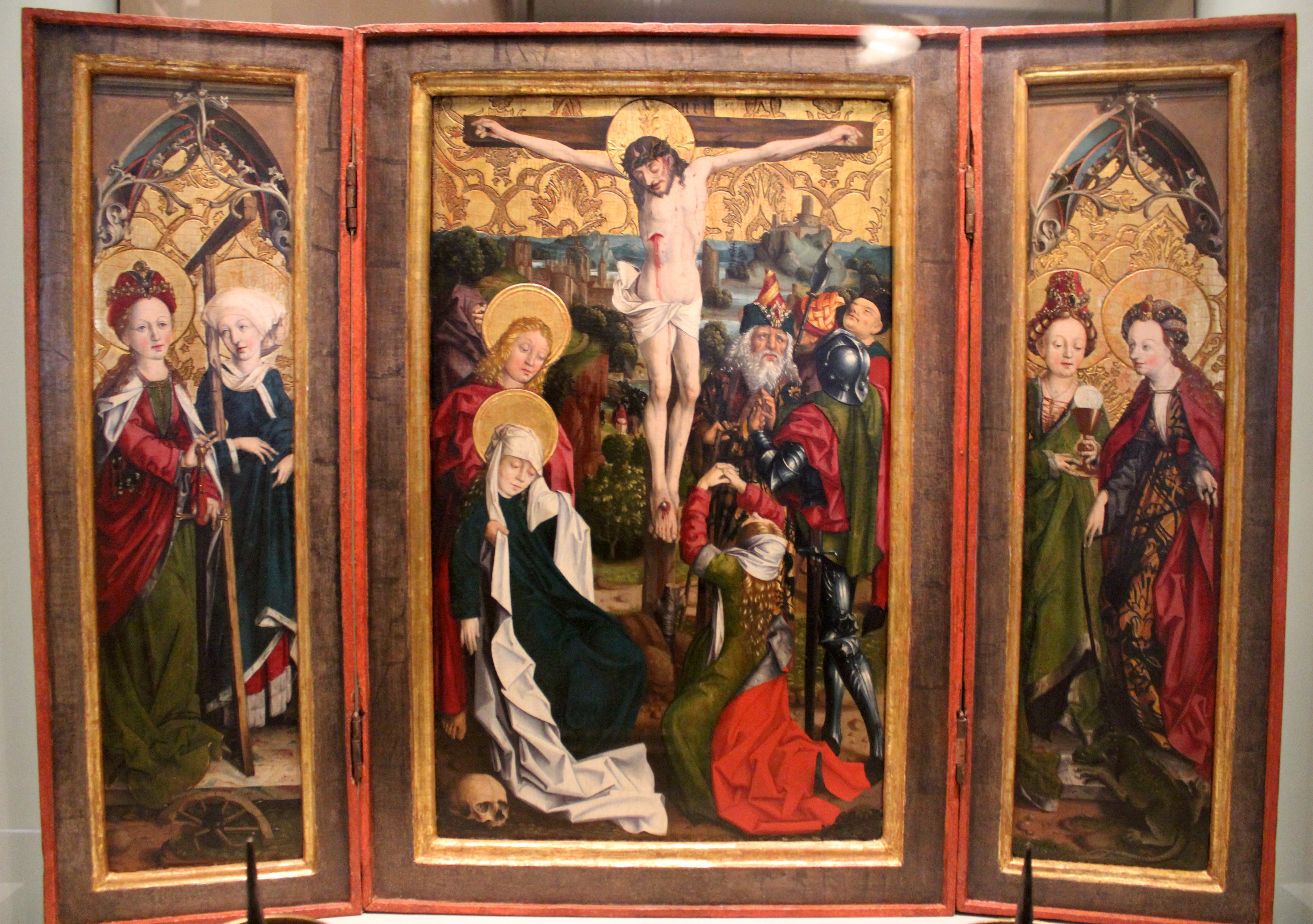
Kreuzigung, um 1485.

Der Meister der Ilsung-Madonna war ein um 1475 in Augsburg tätiger Maler der Gotik.
Da sein wahrer Name unbekannt ist, wird er mit einem Notnamen nach seiner Madonnentafel für die Augsburger Basilika St. Ulrich und Afra benannt, die ein Wappen der angesehenen Patrizierfamilie Ilsung trägt. Er wird zu den wichtigsten und prägnantesten Malern der Augsburger Spätgotik gezählt. Obwohl sehr unabhängig arbeitend, scheint sein Werk doch angeregt durch niederländische Vorbilder und zeigt insbesondere realistische Raumvorstellung.

## Werke (Auswahl)
- Ilsung-Madonna, um 1475

Neben dem von ihm geschaffenen Madonnenbild werden dem Meister der Ilsung-Madonna noch weitere Werke zugeschrieben, so z. B.
- Geburt Christi, um 1475 – Privatbesitz[4]
- Die heilige Salomas mit ihren zwei Söhnen und die heilige Elisabeth, Flügel eines Sippenaltars, um 1485–1490 – Würzburg, Mainfränkisches Museum (Leihgabe) München-Nr. 11780
- Kreuzigung, um 1485 – Berlin, Historisches Museum